# محمد کدیر
محمد کدیر (انگلیسی: Mohamed Kedir؛ زادهٔ ۱۸ سپتامبر ۱۹۵۴) دونده اهل اتیوپی بود.